# لورن ریدلاف
لورن ریدلاف (انگلیسی: Lauren Ridloff؛ زادهٔ ۶ آوریل ۱۹۷۸) هنرپیشه، بازیگر تلویزیون، بازیگر سینما، و بازیگر تئاتر اهل ایالات متحده آمریکا است. وی از سال ۲۰۱۱ میلادی تاکنون مشغول فعالیت بوده‌است.

از فیلم‌ها یا برنامه‌های تلویزیونی که وی در آن نقش   داشته‌است می‌توان به اترنالز و صدای متال اشاره کرد. 